# Epinephelus epistictus
Epinephelus epistictus és una espècie de peix de la família dels serrànids i de l'ordre dels perciformes.

## Morfologia
Els mascles poden assolir els 80 cm de longitud total.

## Distribució geogràfica
Es troba des del Mar Roig i Kenya fins a Sud-àfrica, Oman, la costa oest de l'Índia, Corea, Japó, Xina, Taiwan, Hong Kong, Indonèsia, Papua Nova Guinea, el Mar d'Arafura i el nord d'Austràlia.